# 太田都市ガス
太田都市ガス株式会社（おおたとしガス）は、群馬県太田市に本社を置く一般ガス事業者である。

## 事業概要
1971年6月に設立され、太田市の一部および邑楽郡大泉町全域に、東京ガスおよび国際石油開発帝石よりパイプラインを通じて卸供給を受けた都市ガス（13A）の供給を行う。2013年12月末時点の需要家数は12,437（取付メーター数基準）。
2015年3月には、太田市が設立する新電力会社「おおた電力」に資本参加した（資本金500万円のうち、太田市300万円、太田都市ガス・V-Power各100万円）。同年11月には、家庭用・業務用低圧電力の販売に関し東京ガスと業務提携を結んだ。将来的には、太田市内の工業団地においてコジェネレーションの導入も計画している。